# Westervoort vasútállomás
Westervoort vasútállomás vasútállomás Hollandiában, Westervoort községben,  településen.

## Vasútvonalak
Az állomást az alábbi vasútvonalak érintik:
- Amsterdam–Arnhem-vasútvonal
- Oberhausen–Arnhem-vasútvonal

## Kapcsolódó állomások
A vasútállomáshoz az alábbi állomások vannak a legközelebb:
- Arnhem Velperpoort vasútállomás
- Duiven vasútállomás
- Arnhem vasútállomás